# RSSOwl
RSSOwl é um software open source leitor de notícias padrão RSS, RDF e Atom gratúito. É multi-plataforma, ou seja, pode ser instalado em diferentes sistemas operacionais desde que o sistema possua máquina virtual Java. Seu nome deriva do termo RSS mais Owl, este último que significa coruja em inglês, algo como um mascote do programa. É distribuído em licença Eclipse Public License.
O projeto atualmente encontra-se hospedado no portal Source Forge.

## Recursos
- Suporte a feeds RSS, RDF e Atom.
- Poderosa engine de busca que trabalha com palavras-chave.
- Salvar notícias localmente em RTF (Microsoft Word), PDF e XML.
- Browser interno para ler notícias direto na página do fornecedor do feed.
- Organizar notícias em categorias e sub-categorias por pastas.
- Lista hierárquica de pastas e notícias em ordem alfabética.
- Enviar uma notícia lida a um amigo por e-mail. Utiliza aplicação externa para o envio.
- Validador de feeds integrado.
- Impressão de notícias.

### Importar/Exportar
- Importar listas de notícias em formato OPML e exportar no mesmo formato. Também é possível importar notícias forma de OPML salvas em XML.
- Importar/exportar configurações no RSSOwl para uso em outro computador.

## Idiomas
Existem traduções para o RSSOwl em diversos idiomas: Alemão, Inglês, Francês, Italiano, Dinamarquês, Norueguês, Holandês, Sueco, Finlandês, Espanhol, Galego, Polonês, Grego, Russo, Ucraniano, Português brasileiro e Chinês (simplificado e tradicional), entre outros.
O idioma se adapta automaticamente para o sistema operacional do usuário mas também pode ser alterado no painel de configurações do programa.